# Łankowice (gromada)
Łankowice – dawna gromada, czyli najmniejsza jednostka podziału terytorialnego Polskiej Rzeczypospolitej Ludowej w latach 1954–1972.
Gromady, z gromadzkimi radami narodowymi (GRN) jako organami władzy najniższego stopnia na wsi, funkcjonowały od reformy reorganizującej administrację wiejską przeprowadzonej jesienią 1954 do momentu ich zniesienia z dniem 1 stycznia 1973, tym samym wypierając organizację gminną w latach 1954–1972.
Gromadę Łankowice z siedzibą GRN w Łankowicach utworzono – jako jedną z 8759 gromad na obszarze Polski – w powiecie szubińskim w woj. bydgoskim, na mocy uchwały nr 24/13 WRN w Bydgoszczy z dnia 5 października 1954. W skład jednostki weszły obszary dotychczasowych gromad Chwaliszewo, Łankowice, Sierniki i Kaźmierzewo ze zniesionej gminy Łankowice oraz obszar dotychczasowej gromady Dębogóra ze zniesionej gminy Sipiory w tymże powiecie. Dla gromady ustalono 23 członków gromadzkiej rady narodowej.
Gromadę zniesiono 31 grudnia 1959, a jej obszar włączono do gromad Kcynia (wsie Łankowice, Sierniki i Dębogóra oraz miejscowości Łangowiczki, Jankowo i Dębogórzyn), Gromadno (wsie Kazimierzewo i Iwno oraz miejscowość Adamowo) i Dobieszewo (wieś Chwaliszewo) w tymże powiecie.